# Coppa dei Campioni 1998-1999 (pallavolo femminile)
La Coppa dei Campioni di pallavolo femminile 1998-1999 è stata la 39ª edizione del massimo torneo pallavolistico europeo per squadre di club; iniziata con la fase ad eliminazione diretta a partire dal 10 ottobre 1998, si è conclusa con la final-four, il 14 marzo 1999. Alla competizione hanno partecipato 26 squadre e la vittoria finale è andata per la seconda volta al Volley Bergamo.

## Squadre partecipanti
| - VakıfBank - Panathīnaïkos - Universitatea Bacău - Bergamo - Slávia Bratislava - RC Cannes - Castêlo da Maia - Kruh Čerkasy - Dubrovnik | - Eger - Frenštát - Holte - Calisia - Asteríx Kieldrecht - Klepp VBK - Hapoël Kiryat-Yam - BTV Lucerna - GYM | - Amkodor Minsk - Pollux - Dobrinja - Schweriner - Levski Sofia - Tenerife - Jedinstvo Užice - Post Wien |

## Prima fase

### Squadre qualificate
- Slávia Bratislava
- Asteríx Kieldrecht

## Seconda fase

### Squadre qualificate
- Slávia Bratislava
- Frenštát
- Asteríx Kieldrecht
- BTV Lucerna
- Amkodor Minsk
- Panathīnaïkos
- Tenerife
- Post Wien

## Fase a gironi

### Gironi
| Girone A                                                                                     | Girone B                                                                                              |
| -------------------------------------------------------------------------------------------- | --- |
| Universitatea Bacău RC Cannes Dubrovnik Calisia BTV Lucerna Amkodor Minsk Tenerife Post Wien | VakıfBank Panathīnaïkos Bergamo Slávia Bratislava Kruh Čerkasy Frenštát Asteríx Kieldrecht Schweriner |

## Final-four

### Finali 1º e 3º posto
|  | Semifinali | Semifinali | Semifinali |           |         | Finale             | Finale             | Finale             |  |
|  |            |            |            |           |         |                    |                    |                    |  |
|  | Tenerife   | Tenerife   | 0          |           |         |                    |                    |                    |  |
|  | Tenerife   | Tenerife   | 0          |           |         |                    |                    |                    |  |
|  | Bergamo    | Bergamo    | 3          |           |         |                    |                    |                    |  |
|  | Bergamo    | Bergamo    | 3          |           | Bergamo | Bergamo            | 3                  |                    |  |
|  |            |            |            |           | Bergamo | Bergamo            | 3                  |                    |  |
|  |            |            | VakıfBank  | VakıfBank | 0       |                    |                    |                    |  |
|  | RC Cannes  | RC Cannes  | VakıfBank  | VakıfBank | 0       | 1                  |                    |                    |  |
|  | RC Cannes  | RC Cannes  |            |           |         | 1                  |                    |                    |  |
|  | VakıfBank  | VakıfBank  | 3          |           |         | Finale 3º/4º posto | Finale 3º/4º posto | Finale 3º/4º posto |  |
|  | VakıfBank  | VakıfBank  | 3          |           |         |                    |                    |                    |  |
|  |            |            |            |           |         |                    |                    |                    |  |
|  |            |            |            |           |         | Tenerife           | Tenerife           | 0                  |  |
|  |            |            |            |           |         | Tenerife           | Tenerife           | 0                  |  |
|  |            |            |            |           |         | RC Cannes          | RC Cannes          | 3                  |  |